# Øster Ulslev
Øster Ulslev är en ort på ön Lolland i Danmark.   Den ligger i Guldborgsunds kommun och Region Själland, i den sydöstra delen av landet, 120 km sydväst om Köpenhamn. Øster Ulslev ligger 17 meter över havet och antalet invånare är 266.
Närmaste större samhälle är Nykøbing Falster, 18 km öster om Øster Ulslev. Trakten runt Øster Ulslev består till största delen av jordbruksmark.